# Kanga (vêtement)

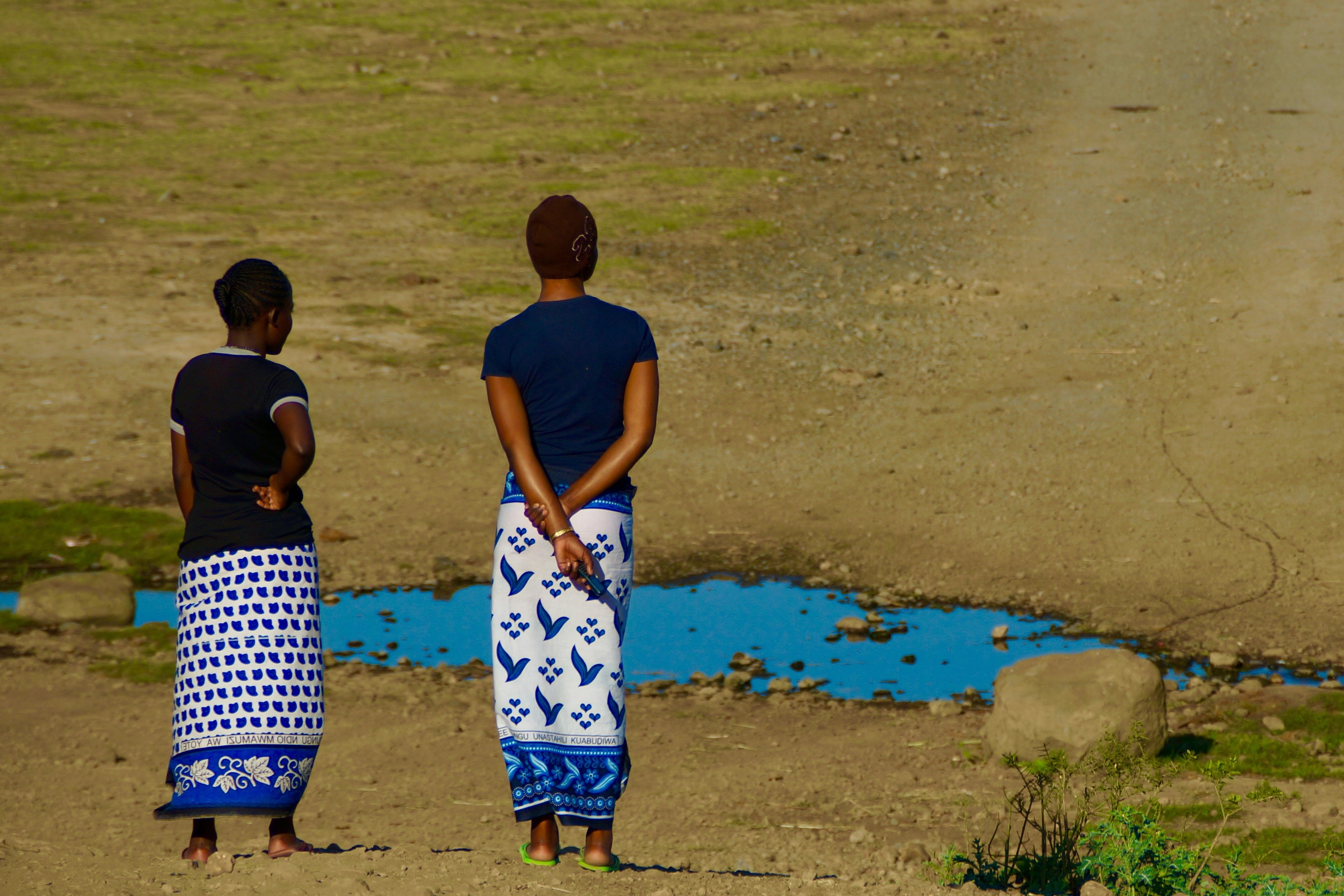
Femmes de Moshi portant des kangas avec des proverbes swahili

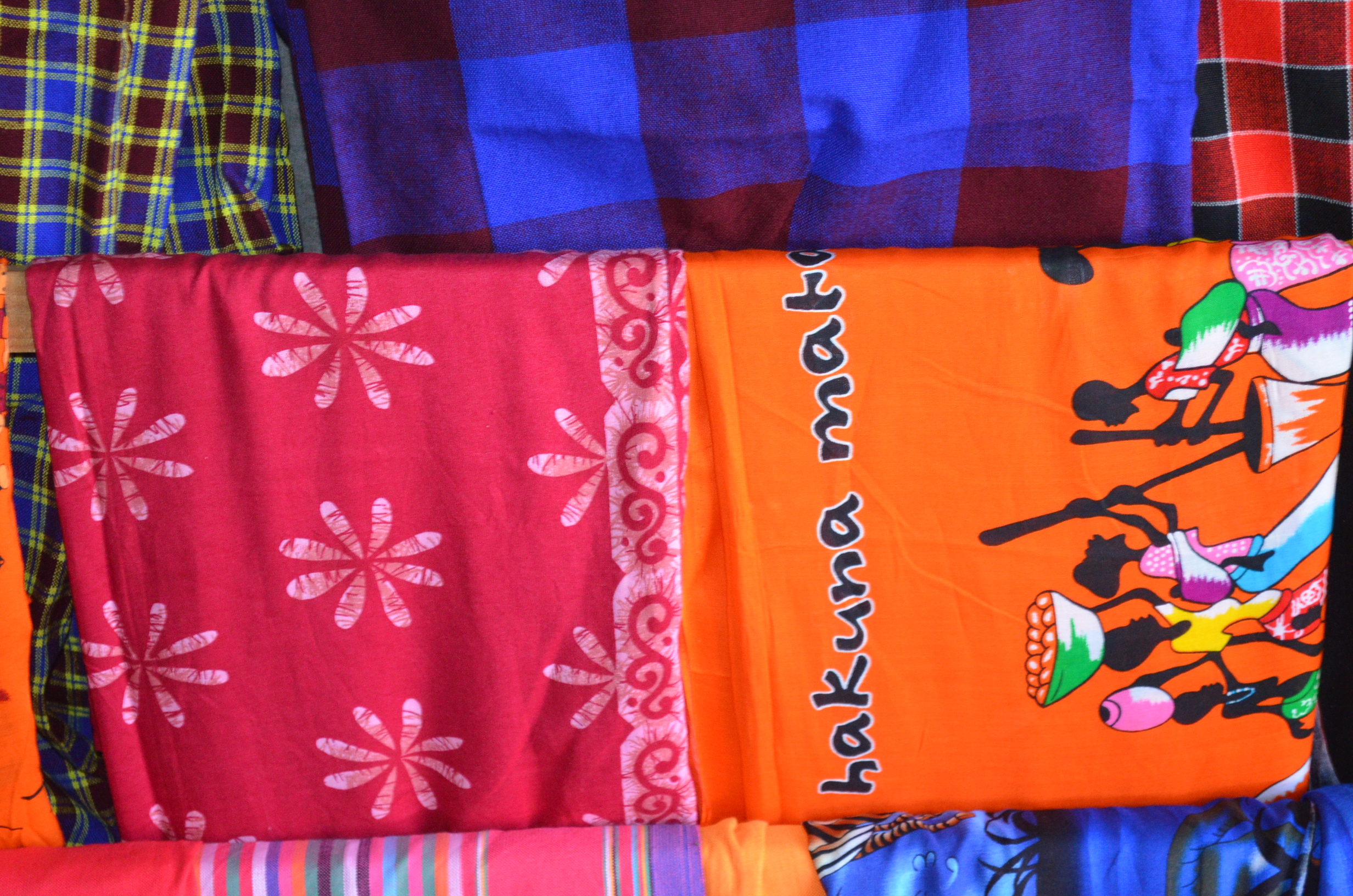
Kangas de Tanzanie

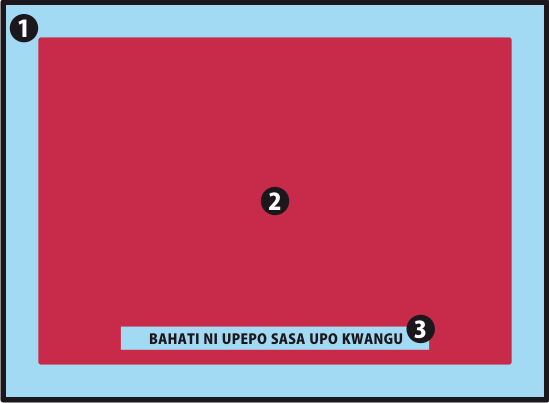
Schéma des différentes parties d'un kanga. (1) pindo, (2) mji, (3) jina. Le jina de ce kanga est : « Bahati ni upepo sasa upo kwangu », qui veut dire à peu près : « La chance est semblable au (souffle du) vent, en ce moment elle est de mon côté ».

Le kanga est un vêtement africain proche du kitenge, porté par les femmes et parfois par les hommes dans les pays d'Afrique de l'Est. 
Un kanga consiste en une pièce rectangulaire de coton, mesurant environ 1,5 m de long et 1 m de large. Sa décoration, faite de motifs aux couleurs vives, distingue souvent une partie centrale (mji en swahili) et une bordure (pindo) courant le long des quatre côtés et présentant des motifs différents. Sur un kanga figure parfois une phrase (jina), inscrite sur l'un des longs bords de la partie centrale, et qui prend souvent la forme d'un proverbe. 